# Acquacotta
L'acquacotta è un piatto tipico della cucina della Maremma grossetana, della Maremma laziale e della Tuscia viterbese. Deriva dal pranzo tipico dei butteri quando si trovavano in aperta campagna a seguito delle mandrie. Alcuni trovano assonanze e commistioni con la medievale zuppa arcidossina che però si basa su altri ingredienti. È una zuppa povera, che varia di zona in zona a seconda della reperibilità degli ingredienti, da qui il nome di acqua cotta.

## Descrizione
L'ingrediente principale del piatto sono le verdure, al tempo raccolte direttamente in campagna; a queste si aggiungevano il pane sciocco, generalmente di grano duro, l'olio d'oliva e il sale che i butteri portavano sempre al seguito nella catana, tipico tascapane di cuoio.
Per i motivi di cui sopra, le verdure variano molto a seconda del periodo in cui si prepara tale pietanza, quindi ci si può trovare cardini (polloni di carciofi), broccoletti, cicoria selvatica, cappucci, fagiolini, borragine, pisciacane (tarassaco, noto anche come dente di leone) e qualsiasi verdura possa dar sapore. Per aumentarne il potere nutrizionale talvolta vengono aggiunti grassi animali come una cotica (cotenna del maiale) e il battuto (lardo sminuzzato con il coltello, sulla crosta del pane in mancanza di un battilardo). Quest'ultimo veniva spesso usato per preparare il soffritto d'aglio e cipolla in un pignatto come inizio della ricetta.
Il piatto si presenta in più varianti in base alla zona, tuttavia la versione viterbese si presenta con cipolla, aglio, cicoria, cicorione, acqua, olio d'oliva, patate, erbe di stagione anche selvatiche, raramente funghi, uovo (il cosiddetto uovo sperso), oppure, in alternativa, il baccalà (acquacotta col baccalà) e pane di grano duro, che tradizionalmente è senza sale, raffermo e/o abbrustolito. Una versione del tutto particolare viene preparata sui cosiddetti monti della Tolfa. Nella versione più diffusa in Toscana prevede l'utilizzo di cipolla, pomodoro, acqua, olio d'oliva, sedano, carota, basilico, pane casalingo raffermo abbrustolito, pecorino grattugiato, uovo.
In agosto nella provincia di Grosseto si tengono diverse sagre dell'acquacotta nei paesini alle pendici del monte Amiata, tra cui Cana e Santa Fiora.